# The Austin Chronicle
The Austin Chronicle es un semanario que se publica todos los jueves en Austin, Texas, Estados Unidos. El periódico se distribuye en quioscos gratuitos, a menudo en restaurantes locales o cafeterías frecuentadas por su público objetivo. Forma parte de la Asociación de Medios de Noticias Alternativos y emula las publicaciones típicas del movimiento contracultural de los años 1960.

## Historia
The Chronicle fue cofundado en 1981 por Nick Barbaro y Louis Black, con la ayuda de otras personas que se conocieron en parte a través del programa de estudios de postgrado de cine de la Universidad de Texas en Austin. Barbaro y Black son también cofundadores del Festival South by Southwest, aunque éste funciona como una empresa independiente. El periódico se publicaba inicialmente cada dos semanas, aunque más tarde se convirtió en semanario.
Su precursor en estilo y formato fue el Austin Sun, una publicación quincenal que cesó su actividad en 1978, tras cuatro años en el mercado. El primer número del Chronicle se distribuyó el 4 de septiembre de 1981.
Con un punto de vista progresista, el periódico cubre la actualidad local y estatal, así como las comunidades gastronómica, cinematográfica, teatral, artística y musical de Austin.